# Himalaya (film, 2015)
Pour les articles homonymes, voir Himalaya (homonymie).
Pour plus de détails, voir Fiche technique et Distribution.
Himalaya (hangeul : 히말라야 ; RR : Himallaya) est un film dramatique sud-coréen réalisé par Lee Seok-hoon et sorti en 2015 en Corée du Sud. Le film s'inspire de la vie d'Um Hong-gil (en) en se concentrant principalement sur l'entraînement de deux autres alpinistes qui décéderont au cours d'une ascension.
Il totalise plus de 7,7 millions d'entrées au box-office sud-coréen.

## Synopsis
Au cours d'une ascension du Kangchenjunga, un alpiniste nommé Um Hong-gil (Hwang Jeong-min) sauve la vie de Park Moo-taek (Jung Woo (en)) et de son ami Park Jeong-bok (Kim In-kwon (en)), à la suite de quoi il les a avertis de ne plus jamais escalader de montagne. Quelques jours plus tard, lui et son équipe inaugurent un projet et a besoin de nouveaux membres. Un des membres de son équipage lui présente deux jeunes membres qui sont les deux inconscients qu'il a rencontrés auparavant. Il les refuse d'abord mais ceux-ci n'abandonnent pas et il n'a d'autre choix que de les accepter dans la prochaine aventure de l'équipe.
Après avoir gravi la première montagne, Hong-gil et Moo-taek deviennent des amis proches, escaladant plusieurs autres montagnes jusqu'à ce que Hong-gil ne puisse plus grimper à cause de ses jambes, s'arrêtant à l'étape 14. Moo-taek devient alors la tête d'une nouvelle équipe qu'il forme en utilisant les techniques de Hong-gil. Lors de leur mission, Moo-taek trouve la mort avec un autre alpiniste, tout comme un ami parti à leur recherche.
Quelques jours avant leur anniversaire, Hong-gil tient une conférence pour faire savoir qui est, selon lui, le meilleur alpiniste, ce à quoi il répond que c'était l'ami de Moo-taek qui n'avait pas pu le laisser mourir seul. Hong-gil prend alors la décision de partir à la recherche du corps de Moo-taek. Rassemblant son ancienne équipe, il le retrouve mais celui-ci est plus lourd qu'il ne le pensait. Il pose quelques pierres sur lui et récupère la chaîne de son cou contenant un message pour sa femme. Après cet événement, Hong-gil a effectué l’ascension de la 16e montagne avec ses jambes abîmées, imaginant que Moo-taek était ses jambes et que les personnes décédées avec lui étaient ses poumons et son cœur.

## Fiche technique
- Titre original : 히말라야
- Titre international : The Himalayas
- Réalisation : Lee Seok-hoon
- Scénario : Suo Jieun-min
- Montage : Jin Lee
- Musique : Hwang Sang-Joon
- Production : Yoo Young-chae
- Société de production : JK Film
- Société de distribution : CJ Entertainment
- Pays d’origine :  Corée du Sud
- Langue originale : coréen
- Format : couleur
- Genre : drame et aventure
- Durée : 124 minutes
- Date de sortie :
  -  Corée du Sud : 16 décembre 2015[1]
  -  États-Unis : 1er janvier 2016
  -  Indonésie : 20 janvier 2016
  -  Philippines : 24 février 2016
  -  Viêt Nam : 26 février 2016
  -  Cambodge : 12 mai 2016
  -  Japon : 30 juillet 2016
  -  Croatie : 24 novembre 2016

## Distribution
- Hwang Jeong-min : Um Hong-gil (en)
- Jung Woo (en) : Park Moo-taek
- Jo Seong-ha (en) : Lee Dong-gyu
- Kim In-kwon (en) : Park Jeong-bok
- Ra Mi-ran : Jo Myeong-ae
- Kim Won-hae : Kim Moo-yeong
- Lee Hae-Young : Jang Cheol-goo
- Jeon Bae-soo : Jeon Bae-soo